# コーケン (建設会社)
株式会社コーケンとは、神奈川県横浜市中区にある建設・不動産会社。

## 概要
神奈川県・東京都を中心に、新築マンション「アークプラザ」「アークフラッツ」シリーズ、一戸建て分譲「アークタウン」シリーズの分譲を手がけるほか、建設事業・リフォーム事業・マンション管理事業等を展開している。

## 沿革
- 1976年10月 - 営繕作業を目的に、東京都渋谷区にて株式会社コーケンを設立する。
- 1977年2月 - 本社を神奈川県川崎市高津区に移転する。
- 1978年11月 - 本社を横浜市中区弁天通に移転する。
- 1980年12月 - 本社を横浜市中区海岸通りに移転する。
- 1992年3月 - 住宅事業に参入し、「アークタウン杉田」（自社ブランド戸建住宅第1号）の分譲を開始する。
- 1992年6月 - 「コーケン井土ヶ谷壱番館」（自社ブランドマンション第1号）の分譲を開始する。
- 2002年6月 - 本社を横浜市中区南仲通に移転する。
- 2002年11月 - 資本金9千万円に増資
- 2003年5月 - CO2削減による地球環境への貢献を目指し地初の太陽光発電装置付き分譲マンション「アークプラザ等々力緑地」分譲を開始
- 2003年7月 - モデルルームの内装設計及び内装リフォーム業を目的として、川崎市宮前区に子会社(有)　シーケーファクトリー設立
- 2004年3月 - 業務拡大に伴い東京都渋谷区に東京支店を設置
- 2004年3月 - 地域初のオール電気＆太陽光発電装置付環境共生型分譲マンション「アークプラザ希望が丘」の分譲を開始
- 2004年4月 - 環境問題への取り組みの一環として、中古物件の不動産再生流通事業を開始
- 2004年5月 - 資本金1億円に増資
- 2004年8月 - 資本金1億6000万円に増資
- 2005年6月 - 東京支店にて品質保証の国際基準規格であるISO9001:2000の認証を取得
- 2005年7月 - 財団法人ヒートポンプ蓄熱センターから環境保全、省エネルギーの積極的導入・普及及び技術開発等を評価され表彰授与
- 2005年11月 - 「アークプラザ」及び「アークタウン」を商標登録
- 2006年4月 - 資本金1億9931万円に増資
- 2006年8月 - 子会社・有限会社シーケーファクトリーを株式会社シーケーファクトリーに変更
- 2006年12月 - 資本金5億511万7500円（資本準備金含む）に増資
- 2007年4月 - 「コーケン」を商標登録
- 2007年4月 - 子会社・株式会社シーケーファクトリーを当社に吸収合併
- 2007年8月 - 本社にて情報セキュリティマネージメントの国際基準規格であるISO27001の認証を取得
- 2007年10月 - 「がんこ工法」を商標登録
- 2007年11月 - 「明るい子が育つ家」及び「ボケにくい住まい」を商標登録

## 事業免許
- 建築工事業：神奈川県知事（特-16）第23791号
- 一級建築士事務所：神奈川県知事第4138号
- 宅地建物取引業：国土交通大臣(1) 第6874号
- マンション管理業：国土交通大臣(2) 第030782号

## 主な事業
- 新築マンション
  - アークプラザ
  - アークフラッツ
- 新築一戸建て住宅
  - アークタウン
- 中古マンション・中古一戸建て住宅の分譲 など

## 戸建分譲開発地
戸建分譲開発地は前述アークタウン杉田の他、アークタウン梅の木（横浜市保土ヶ谷区）アークタウン本牧緑が丘（横浜市中区本牧緑が丘）アークタウン大磯、アークタウン多摩川（東京都大田区西六郷）がある。